# Les Bijoux du Pharaon
Pour les articles homonymes, voir Cairo.
Pour plus de détails, voir Fiche technique et Distribution.
Les Bijoux du Pharaon (titre original : Cairo) est un film américain de Wolf Rilla sorti en 1963.

## Synopsis
Pickering, surnommé « Le Major » en raison de son élégance, sort de prison. Durant sa longue peine, il a tout de même mis au point un dernier coup : Dérober les bijoux du Pharaon Toutânkhamon, exposé dans un musée en Égypte. Il débarque au Caire, retrouve ses anciens complices et leur explique son projet minutieusement préparé. Mais alors que plan d'action se déroule sans encombre, une alarme se déclenche...

## Fiche technique
- Titre original : Cairo
- Réalisation : Wolf Rilla
- Scénario : Joan Scott d'après le roman Quand la ville dort (The Asphalt Jungle) de W.R. Burnett
- Directeur de la photographie : Desmond Dickinson
- Montage : Bernard Gribble
- Musique : Kenneth V. Jones
- Production : Ronald Kinnoch
- Genre : Film d'action, Drame
- Pays de production :  États-Unis
- Durée : 91 minutes
- Dates de sortie :
  - Royaume-Uni : Janvier 1963
  - États-Unis : 21 août 1963 (Fargo)

## Distribution
- George Sanders (VF : Yves Brainville) : « Le Major » Pickering
- Richard Johnson (VF : Bernard Noël) : Ali Hassan
- Faten Hamama : Amina
- John Meillon : Willy
- Ahmed Mazhar : Karim
- Eric Pohlmann : Nicodemus
- Walter Rilla (VF : Louis Arbessier) : Kuchuk
- Kamal El Shennawy (VF : Serge Lhorca) : Ghattas
- Salah Nazmi (VF : Michel Gudin) : le chef de la Police
- Shouweikar : Marie
- Mona (VF : Arlette Thomas) : Bamba
- Abdel Kalek Saleh (VF : Lucien Bryonne) : le Vice-ministre
- Mohamed El Seyed (VF : Henry Djanik) : le 1er policier
- Youssef Shaâbane (VF : Albert Médina) : le 2d policier